# 405年
| 千纪： | 1千纪 |
| 世纪： | 4世纪 \| 5世纪 \| 6世纪 |
| 年代： | 370年代 \| 380年代 \| 390年代 \| 400年代 \| 410年代 \| 420年代 \| 430年代                                                                    |
| 年份： | 400年 \| 401年 \| 402年 \| 403年 \| 404年 \| 405年 \| 406年 \| 407年 \| 408年 \| 409年 \| 410年                                              |
| 纪年： | 乙巳年（蛇年）；东晋义熙元年；后燕光始五年；后秦弘始七年；北魏天赐二年；北凉永安五年；南燕建平六年，太上元年；西涼建初元年；高句丽永乐十五年 |

## 大事记
- 後秦統治者姚興以鳩摩羅什的弟子僧略為“僧正”，僧遷為“悅眾”，法欽、慧斌為“僧錄”，令管理僧尼的事務。
- 西涼君主李暠遷都酒泉。
- 桓振於桓玄敗死後繼續領導桓楚餘眾對抗東晉，終因兵敗被殺。
- 益州刺史毛璩命軍隊東下討伐攻陷江陵、俘虜安帝的桓振，由於蜀軍不願離鄉背景，侯暉與陽昩於是發起兵變，攻下成都，殺害毛璩及其在成都的家屬，擁立譙縱建立譙蜀。
- 燕獻武帝慕容德去世，侄燕末主慕容超繼位。
- 後燕昭文帝慕容熙渡過遼河攻打高句麗，被好太王擊敗。

## 逝世
- 9月18日－慕容德（336年出生，41岁）
- 桓振，東晉末期人物，征西將軍桓豁孫，冠軍將軍桓石虔之子。
- 顧愷之，字長康，東晉畫家與官員，晉陵無錫人，官至散騎常侍。
- 毛璩，東晉末年將領，官至益州刺史，益州刺史毛穆之之子。